# Jacques Mayol
Jacques Mayol (* 1 de abril de 1927 en Shanghái; † 22 de diciembre de 2001 en Capoliveri isla de Elba) fue un apneísta francés.

## Biografía
En 1976, fue el primer hombre en romper la barrera de 100 m de profundidad.
Un hombre misterioso para muchos, Mayol era conocido como "hombre delfín" y fue objeto de estudio de muchos investigadores interesados en la fisiología del ser humano bajo el agua.
Su pasión siempre fue el mar, y fue el primer hombre en descender con una bocanada de aire a -60 metros en 1966, a -100 metros en 1976, y a -105 metros en 1985, cuando batió su último récord, nuevamente en la isla de Elba.

### El gran azul
En 1988 el desafío entre Enzo Maiorca y Mayol inspiró la película Le Grand Bleu, dirigida por Luc Besson. Se trata de una especie de semi-biografía, que además de darle la entrada en el mundo del cine le ayudó a hacer de coordinador técnico en grabaciones subaquáticas.

### Muerte
El 22 de diciembre de 2001 una vecina encontró al legendario apneísta ahorcado en su casa en la isla de Elba. Tenía 74 años y sufría una fuerte depresión que estaba siendo tratada mediante ayuda de especialistas. Este hecho ha sido confirmado por Umberto Pelizzari, que había estado en casa de Mayol dos meses antes de su muerte. Junto al cuerpo se encontró una nota en la que Mayol expresaba su deseo de ser incinerado.

## Obras
Aparte de su carrera deportiva es autor de algunos libros:
- Apnea a -100..., Milano, Fratelli Fabbri Editori, 1976
- L'abisso blu, Firenze, ed. Giunti - Marzocco, 1977
- Homo delphinus, Firenze, ed. Giunti - Martello, 1979
- I dieci re del mare - Sulle tracce di Atlantide nel triangolo delle Bermude, scritto in collaborazione con Pierre Mayol, Torino, B. Boggero ed., 1982
- L'uomo delfino - Storia e fascino dell'apnea, Firenze, Giunti ed., 2002

## Curiosidades
Martin Eden de Jack London fue su libro favorito durante toda su vida.